# Geodia distincta
Geodia distincta är en svampdjursart som beskrevs av Lindgren 1897. Geodia distincta ingår i släktet Geodia och familjen Geodiidae.
Artens utbredningsområde är havet kring Indonesien. Inga underarter finns listade i Catalogue of Life.